# Guillermo Octavio
Guillermo Octavio (Caracas, Venezuela, 14 de agosto de 1985), Exfutbolista venezolano. Jugó de centrocampista y defensor central. Participó en la Copa Sudamericana 2015.

## Clubes
| Club                                   | País      | Temporada |
| -------------------------------------- | --------- | --------- |
| Estrella Roja                          | Venezuela | 2006-2009 |
| Universidad Central de Venezuela       | Venezuela | 2010      |
| Atlético Venezuela                     | Venezuela | 2010      |
| Monagas Sport Club                     | Venezuela | 2011      |
| Atlético Venezuela                     | Venezuela | 2012-2015 |
| Carabobo FC                            | Venezuela | 2015      |
| Unión Deportiva Telde                  | España    | 2015–2016 |
| Unión Deportiva Villa de Santa Brígida | España    | 2016      |
| Unión Viera                            | España    | 2017-2018 |

- Datos: Q5888778